# Memoriál Van Dammeho
Memoriál Van Dammeho je lehkoatletický mezinárodní mítink pořádaný každoročně v srpnu nebo září na Stadionu krále Baudouina v Bruselu. Koná se od roku 1977 na počest belgického vytrvalce Ivo Van Dammeho, dvojnásobného olympijského medailisty, který zahynul 29. prosince 1976 při autonehodě. Od roku 2010 je mítink součástí prestižního seriálu Diamantová liga.

## Rekordy mítinku

### Muži
| Disciplína                   | Výkon                      | Atlet                                                                        | Rok rekordu |
| ---------------------------- | -------------------------- | ---------------------------------------------------------------------------- | ----------- |
| Běh na 100 metrů             | 9,76 (+1.3 m/s)            | Usain Bolt                                                                   | 2011        |
| Běh na 200 metrů             | 19,26 (+0.7 m/s) Rekord DL | Yohan Blake                                                                  | 2011        |
| Běh na 400 metrů             | 44,03                      | Michael Cherry                                                               | 2021        |
| Běh na 800 metrů             | 1:42,20                    | Wilson Kipketer                                                              | 1997        |
| Běh na 1000 metrů            | 2:14,95                    | Sammy Koskei                                                                 | 1985        |
| Běh na 1500 metrů            | 3:26,12                    | Hišám Al-Karúdž                                                              | 2001        |
| Běh na 1 míli                | 3:47,30                    | Noureddine Morceli                                                           | 1993        |
| Běh na 2000 metrů            | 4:43,13                    | Jakob Ingebrigtsen                                                           | 2023        |
| Běh na 3000 metrů            | 7:23,09                    | Hišám Al-Karúdž                                                              | 1999        |
| Běh na 5000 metrů            | 12:39,74                   | Daniel Komen                                                                 | 1997        |
| Běh na 10 000 metrů          | 26:17,53                   | Kenenisa Bekele                                                              | 2005        |
| Běh na 1 hodinu              | 21 330 m Rekord DL         | Mohamed Farah                                                                | 2020        |
| Běh na 110 metrů překážek    | 12,80 (+0.3 m/s)           | Aries Merritt                                                                | 2012        |
| Běh na 400 metrů překážek    | 47,51                      | André Phillips                                                               | 1986        |
| Běh na 3000 metrů překážek   | 7:53,63                    | Sajf Saíd Šáhín                                                              | 2004        |
| Skok do výšky                | 243 cm Rekord DL           | Mutaz Essa Baršim                                                            | 2014        |
| Skok o tyči                  | 611 cm                     | Armand Duplantis                                                             | 2024        |
| Skok daleký                  | 865 cm                     | Carl Lewis                                                                   | 1984        |
| Trojskok                     | 17,60 m                    | Jonathan Edwards                                                             | 1995        |
| Vrh koulí                    | 22,98 m                    | Leonardo Fabbri                                                              | 2024        |
| Hod diskem                   | 69,96 m                    | Matthew Denny                                                                | 2024        |
| Hod oštěpem                  | 90,50 m (nový typ)         | Jan Železný                                                                  | 1995        |
| Běh na 4 × 100 metrů         | 38,49                      | Xavi Mo-Ajok Taymir Burnet Hensley Paulina Raphael Bouju                     | 2023        |
| Běh na 4 × 800 metrů         | 7:02,43                    | Joseph Mwengi Mutua William Yiampoy Ismael Kipngetich Kombich Wilfred Bungei | 2006        |
| Běh na 4 × 1500 metrů        | 14:36,23                   | William Biwott Tanui Gideon Gathimba Geoffrey Rono Augustine Choge           | 2009        |
| Zdroj na IAFF Diamond League |                            |                                                                              |             |

### Ženy
| Disciplína                   | Výkon              | Atletka                                                               | Rok rekordu |
| ---------------------------- | ------------------ | --------------------------------------------------------------------- | ----------- |
| Běh na 100 metrů             | 10,72 (-0,3 m / s) | Shelly-Ann Fraserová-Pryceová                                         | 2013        |
| Běh na 200 metrů             | 21,48 Rekord DL    | Shericka Jacksonová                                                   | 2023        |
| Běh na 400 metrů             | 48,83              | Sanya Richardsová                                                     | 2009        |
| Běh na 800 metrů             | 1.55,16            | Pamela Jelimová                                                       | 2008        |
| Běh na 1000 metrů            | 2:28,98            | Světlana Mastěrkovová                                                 | 1996        |
| Běh na 1500 metrů            | 3:54,75            | Faith Kipyegonová                                                     | 2024        |
| Běh na 1 míli                | 4:14,74            | Sifan Hassanová                                                       | 2021        |
| Běh na 2000 metrů            | 5:30,19            | Gelete Burkaová                                                       | 2009        |
| Běh na 3000 metrů            | 8:24,81            | Meseret Defarová                                                      | 2007        |
| Běh na 5000 metrů            | 14:09,82           | Beatrice Chebetová                                                    | 2024        |
| Běh na 1 hodinu              | 18 930 m Rekord DL | Sifan Hassanová                                                       | 2020        |
| Běh na 100 metrů překážek    | 12,27 (+0,1 m/s)   | Jasmine Camacho-Quinnová                                              | 2022        |
| Běh na 400 metrů překážek    | 52,11              | Femke Bolová                                                          | 2023        |
| Běh na 3000 metrů překážek   | 8:55,10            | Beatrice Chepkoechová                                                 | 2018        |
| Skok do výšky                | 205 cm             | Anna Čičerovová Jaroslava Mahučichová                                 | 2011 2022   |
| Skok o tyči                  | 500 cm             | Sandi Morrisová                                                       | 2016        |
| Skok daleký                  | 725 cm             | Heike Drechslerová                                                    | 1991        |
| Trojskok                     | 15,14 m (+0.3 m/s) | Taťjana Lebeděvová                                                    | 2003        |
| Vrh koulí                    | 20,59 m            | Valerie Adamsová                                                      | 2014        |
| Hod diskem                   | 69,84 m            | Cvetanka Christovová                                                  | 1986        |
| Hod oštěpem                  | 68,11 m (nový typ) | Kara Wingerová                                                        | 2022        |
| Běh na 4 × 100 metrů         | 42,97              | Gwen Torrenceová Sheila Echolsová Dannette Youngová Evelyn Ashfordová | 1988        |
| Zdroj na IAFF Diamond League |                    |                                                                       |             |

## Ročníky
- Memorial Van Damme 2010
- Memorial Van Damme 2011
- Memorial Van Damme 2012
- Memorial Van Damme 2013
- Memorial Van Damme 2014
- Van Dammeho memoriál 2015
- Van Dammeho memoriál 2016
- Van Dammeho memoriál 2017
- Van Dammeho memoriál 2018
- Van Dammeho memoriál 2019
- Van Dammeho memoriál 2020
- Van Dammeho memoriál 2021
- Van Dammeho memoriál 2022
- Van Dammeho memoriál 2023